# Distrito de Moramanga

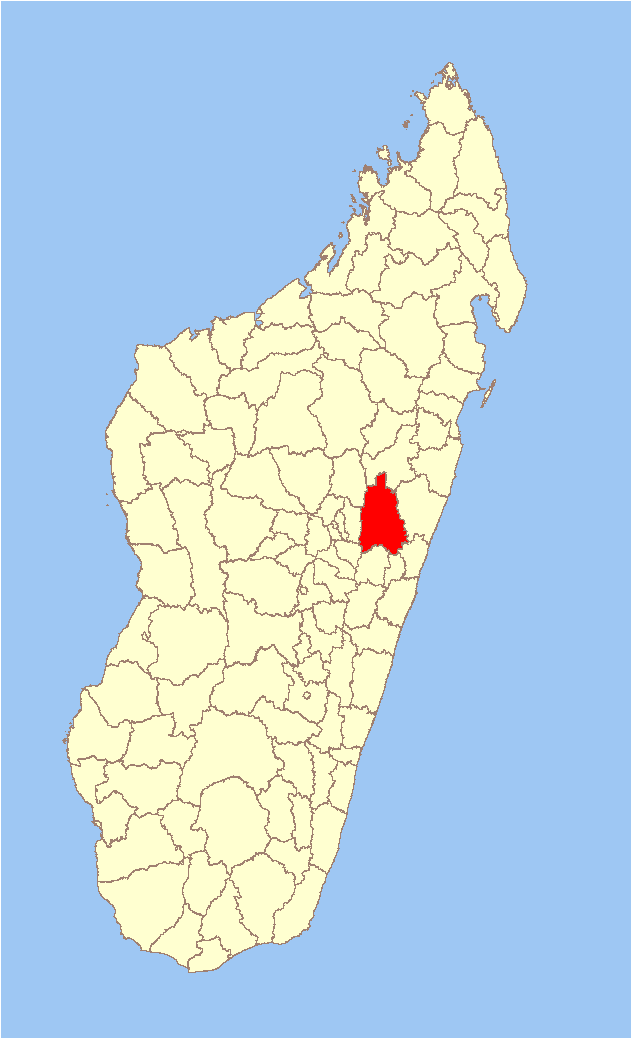
Distrito de Moramanga

El Distrito de Moramanga es un distrito que se encuentra en la región de Alaotra Mangoro en Madagascar. Su capital es Moramanga. Tenía 260 709 habitantes en el año 2011.

Comprende las siguientes comunas:
- Ambatovola
- Amboasary
- Ambohidronono
- Ampasipotsy Gare
- Ampasipotsy Mandialaza
- Andaingo
- Andasibe
- Anosibe Ifody
- Antanandava
- Antaniditra
- Beforona
- Belavabary
- Beparasy
- Fierenana
- Lakato
- Mandialaza
- Moramanga Suburbaine
- Morarano Gare
- Sabotsy Anjiro
- Vodiriana